# ハヤカワ五味
ハヤカワ 五味（はやかわ ごみ、1995年8月22日 - ）は、株式会社メルカリの生成AI推進担当者。元ファッションデザイナー、元実業家。本名、稲勝 栞（いなかつ しおり）。

## 経歴
東京都千代田区出身。神田神保町で育つ。千代田区立九段中等教育学校、多摩美術大学美術学部グラフィックデザイン学科卒業。株式会社ウツワ元代表取締役。 株式会社ILLUMINATE元代表取締役。
高校時代に切り取り線のプリントされた「キリトリ線ストッキング」を制作し、デザインフェスタに個人で出店。大学入学後、バストの小さな女性向けのランジェリーを考案し“feast by GOMI HAYAKAWA”ブランドを立ち上げる。
2015年、女性向けアパレル企画とネット小売りの『株式会社ウツワ』を起業。代表取締役に就任。
2020年3月、株式会社ILLUMINATEを創業。女性特有の悩みに寄り添った商品の提供を通じて、健やかで心地よい生活の実現をサポートするフェムテック事業を展開。
2021年2月、SNS上で「一部の広告表現が医薬品医療機器等法（薬機法）に抵触しているのではないか」といった指摘を受けて炎上した。同2月17日には「当社商品『チケットサプリ』の表示に関するお知らせ」、翌18日は「代表取締役ハヤカワ五味からのお詫びと今後の対応につきまして」というタイトルのプレスリリースを発表。「法令を逸脱する可能性のある表現については、早急に削除するとともに、薬事広告に関し外部の専門機関や専門家と相談のうえ適切な表現へと訂正する」と説明した。
2022年2月22日、株式会社ILLUMINATEの株式譲渡を通じて、ユーグレナ・グループに参画。ユーグレナ・グループが持つマーケティング力、ブランド力及び資金力に、ILLUMINATE社が持つフェムテック商品、サービスの企画・販売力及び情報発信力を組みあわせることで、女性のサステナブルな健康や生活の実現、女性が健やかに心地よく生活できるサステナブルな社会の実現に向けて、共にフェムテック事業の展開を進めると発表した。
2024年4月末にユーグレナ社を退社。同タイミングでパートナーとの事実婚を発表。また、24歳の頃から双極性障害Ⅱ型（双極症）の治療を行ってきており、ここ1年は寛解状態（症状が消失した状態）であることを公表した。
2024年7月、株式会社メルカリに入社、生成AI推進担当者に就任した。入社当初、ネットでの知名度はあるものの、社内で知名度はほとんどない状態だったが、社内Slackでの継続的な発信を続けていると明かしている。

## 人物
- 小学生時代よりイラストを描くことを好み、「ゲームのアニメーターになりたい!」と小学校卒業文集に記している。アーティスト名義の「ハヤカワ五味」は「ハヤカワツバサ」なる小学生時代に考えた名前に由来する[12]。
- ファッションに興味を持ったきっかけは、中学2年時に読んだ漫画『彼女を守る51の方法』（古屋兎丸）のヒロイン・岡野なな子が着用していたゴスロリファッションに惹かれ、自身も着てみたいと思ったことから[13]。

## 出演

### ウェブテレビ
- ABEMA Prime（2016年7月18日 - 、AbemaNews）2016年12月まで金曜MC。以降は金曜アンカーキャスター→コメンテーター。2020年3月31日より火曜コメンテーター。

### ラジオ
- マスメディアン 妄想の泉（2019年4月6日 - 、TOKYO FM）パーソナリティ

## 著書
- 私だけの選択をする22のルール　あふれる情報におぼれる前に今すべきこと（2019年、KADOKAWA）